# Vernon Fiddler
Vernon "Vern" Fiddler, född 9 maj 1980 i Edmonton, Alberta, är en kanadensisk före detta professionell ishockeyspelare.
Han spelade under sin karriär på NHL-nivå för Nashville Predators, New Jersey Devils, Dallas Stars och Phoenix Coyotes och på lägre nivåer för Milwaukee Admirals och Norfolk Admirals i AHL, Roanoke Express och Arkansas RiverBlades i ECHL samt Medicine Hat Tigers och Kelowna Rockets i WHL.
Han pensionerade sig den 13 september 2017.

## Klubbar
- Kelowna Rockets, 1997–2000
- Medicine Hat Tigers, 2000–2001
- Arkansas RiverBlades, 2001
- Roanoke Express, 2001–2002
- Norfolk Admirals, 2001–2002
- Milwaukee Admirals, 2002–2006
- Nashville Predators, 2002–2009
- Phoenix Coyotes, 2009–2011
- Dallas Stars, 2011–2016
- New Jersey Devils, 2016–2017
- Nashville Predators, 2017